# یونس‌علی رحمتی
یونس‌علی رحمتی (به عربی: یونس علی رحمتی)؛ زادهٔ ۳ ژانویهٔ ۱۹۸۳)  بازیکن فوتبال اهل قطر است. وی همچنین در تیم ملی فوتبال قطر بازی کرده‌است هرچند اصالتی ایرانی دارد.